# Лисенки (Московская область)

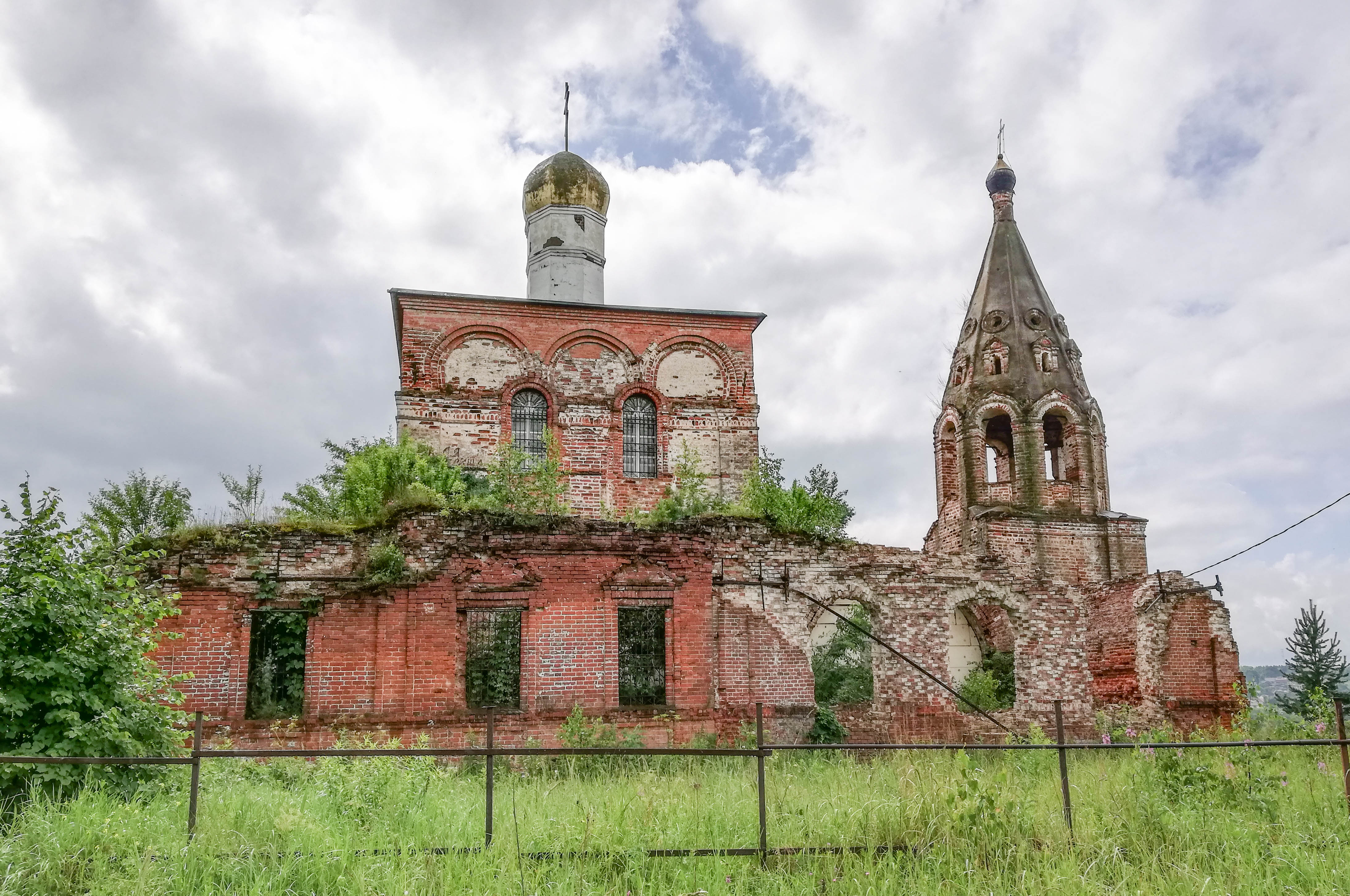
Храм Михаила Архангела в Нехорошево

Лисенки — деревня в Серпуховском районе Московской области. Входит в состав Дашковского сельского поселения (до 29 ноября 2006 года входила в состав Райсемёновского сельского округа).

## Население
| 2002 | 2006 | 2010 | 2015 |
| ---- | ---- | ---- | ---- |
| 3    | ↗5   | ↗9   | ↘4   |

## География
Лисенки расположены примерно в 25 км (по шоссе) на северо-запад от Серпухова, на впадающем слева в реку Нара безымянном ручье, высота центра деревни над уровнем моря — 156 м. На 2016 год в деревне зарегистрировано 2 садовых товарищества.

## Достопримечательности
- В полутора километрах от деревни, в бывшей деревне Нехорошево на берегу реки Нары находится полуразрушенная церковь Святого Михаила 1691 года постройки[11].